# Rolf Lauckner
Rolf Lauckner (* 15. Oktober 1887 in Königsberg i. Pr.; † 27. April 1954 in Bayreuth) war ein deutscher Lyriker, Dramatiker, Librettist und Drehbuchautor. Er war Erbe, Testamentsvollstrecker und Nachlassverwalter seines Stiefvaters Hermann Sudermann.

## Leben
Lauckners Eltern waren der Königsberger Tiefbaumeister Wilhelm Lauckner und seine Frau  Clara geb. Schulz, eine ostpreußische Schriftstellerin. Nachdem der Vater 1889 bei einem Unfall ums Leben gekommen war, machte die Mutter 1890 bei Alexander Wyneken die Bekanntschaft mit Hermann Sudermann, den sie 1891 heiratete. Rolf Lauckner wurde auf die Dr. Ernst Zeidlersche Unterrichts- und Erziehungsanstalt für Knaben, ein Internat in  Dresden-Altstadt, geschickt. Nachdem sein kleiner Bruder tödlich verunglückt war, begann für den sechsjährigen Lauckner eine lebenslange Gottsuche. Als die Mutter mit ihrem Mann und der gemeinsamen Tochter nach Blankensee bei Trebbin zog, musste Lauckner in Dresden bleiben. In der Einsamkeit und Seelennot begann er Gedichte zu schreiben. 1906 machte er das Abitur an der Dreikönigschule, einem Realgymnasium in Dresden.

### Student und Redakteur
Lauckner studierte Rechtswissenschaft an den Universitäten  Lausanne,  Kiel, München und  Königsberg. Mit der Studienwahl entsprach er – eigentlich unwillig – dem Wunsch des Stiefvaters, der ihn in finanzieller Hinsicht großzügig unterstützte und ihm weite Reisen ermöglichte. Die Manuskripte der Reiseerinnerungen sind erhalten. Mit dem Hinweis auf seine damalige Reiselust widmete ihm Hermione von Preuschen den Gedichtband Kreuz des Südens. Später blieb er in Deutschland und wanderte oft durch Ostpreußen.
Nach dem Ersten Examen in Königsberg trat er im Juli 1912 eine Referendarstelle in Labiau an, ließ sich aber kein halbes Jahr später aus dem Justizdienst entlassen; denn „der Alltag war zu voll für Referendararbeit“. Noch 1912 promovierte er an der Julius-Maximilians-Universität Würzburg zum Dr. iur. et rer. pol. Schon in Labiau hatte Lauckner als Chefredakteur für die Berliner Zeitung Über Land und Meer zu schreiben begonnen. Dort befreundete er sich mit Paul Fechter und Frank Thiess.
Am 30. Dezember 1913 heiratete er in Berlin die Malerin und Graphikerin Elfriede Thum, der er seinen ersten Gedichtband widmete. Das Ehepaar lebte in Elfriedes Haus in  Tzschetzschnow.
Zwar von „Sehnsucht zum Epischen“ erfüllt, entschied er sich für den Weg als Dramatiker. Einen Roman schrieb er nie.
Er hatte erwogen sich auf Liedtexte und Libretti zu beschränken. 

„Ich kann es anfangen, wie ich will, auch wenn ich episch schreiben möchte, die innere Spannung ist zu groß, stets sprengt sie den epischen Rahmen, und es wird dann doch ein Drama.“

Wegen einer Herzerkrankung wurde er im  Ersten Weltkrieg nicht eingezogen und auch vom Arbeitsdienst befreit. In Berlin wurde er zum Kriegsgegner (Der Umweg zum Tod, Wir Sturm und Klage).

### Stuttgart
Vom Herausgeber Rudolf Pressler vermittelt, übernahm Lauckner 1919 die Redaktion der nach Stuttgart verlegten Zeitschrift Über Land und Meer. Zugleich arbeitete er als Dramaturg am Staatstheater Stuttgart. Fritz Busch und Donald Francis Tovey vertonten seine Bearbeitungen von Franz Schuberts Singspielen Der treue Soldat und Die Weiberverschwörung (1922). Lauckner holte seinen Freund Thiess nach Stuttgart, Elfriede Lauckner machte Bühnenbilder.
In seiner Stuttgarter Zeit erlebte Lauckner 1919 sein erfolgreichstes Bühnenjahr mit drei Uraufführungen ohne ihn in Berlin: Der Sturz des Apostels Paulus (Deutsches Theater), Christa die Tante (Lessingtheater)  und Predigt in Litauen (Volksbühne).
In Berlin-Charlottenburg erinnern eine Gedenktafel und ein Relief an Lauckner und seinen Stiefvater.

### Heimkehr über Wien
Als Über Land und Meer 1923 in der  Deutschen Inflation eingestellt werden musste, endeten die glücklichen Jahre der Lauckners in Stuttgart. Aus unbekannten Gründen zogen sie nach Wien. Über die zwei Jahre dort ist nichts bekannt.
1925 kehrten die Lauckners nach Berlin zurück. Nach Sudermanns Tod erbte Lauckner 1928 die Villa in Grunewald und das Schloss Blankensee, das nach Sudermanns Willen ein Erholungsort für kranke und notleidende Schriftsteller werden sollte. Dafür wurde die Hermann Sudermann-Stiftung gegründet. Die Villa und Claras Haus in Tzschetzschnow (inzwischen Güldendorf) wurde mit allen dort verwahrten Werken im Zweiten Weltkrieg zerstört.
Nachdem Elfriede Lauckner im Mai 1952 gestorben war, erschien die Gesamtausgabe von Lauckners dramatischen Werken in 6 Bänden. Als er Ende 1953 zur Erholung ins Fichtelgebirge reiste, kam zu seiner Krebserkrankung eine Pneumonie, der er in einem Bayreuther Sanatorium erlag. Lauckners Bestattungsurne wurde auf dem Friedhof Grunewald im Grab von Clara und Hermann Sudermann beigesetzt.

## Ehrenämter
- Geschäftsführer der Hermann Sudermann-Stiftung
- Präsidiumsmitglied des  Verbandes deutscher Bühnenschriftsteller und Bühnenkomponisten, Vizepräsident 1951
- Mitbegründer der  Deutschen Schillerstiftung (1953)

## Werke

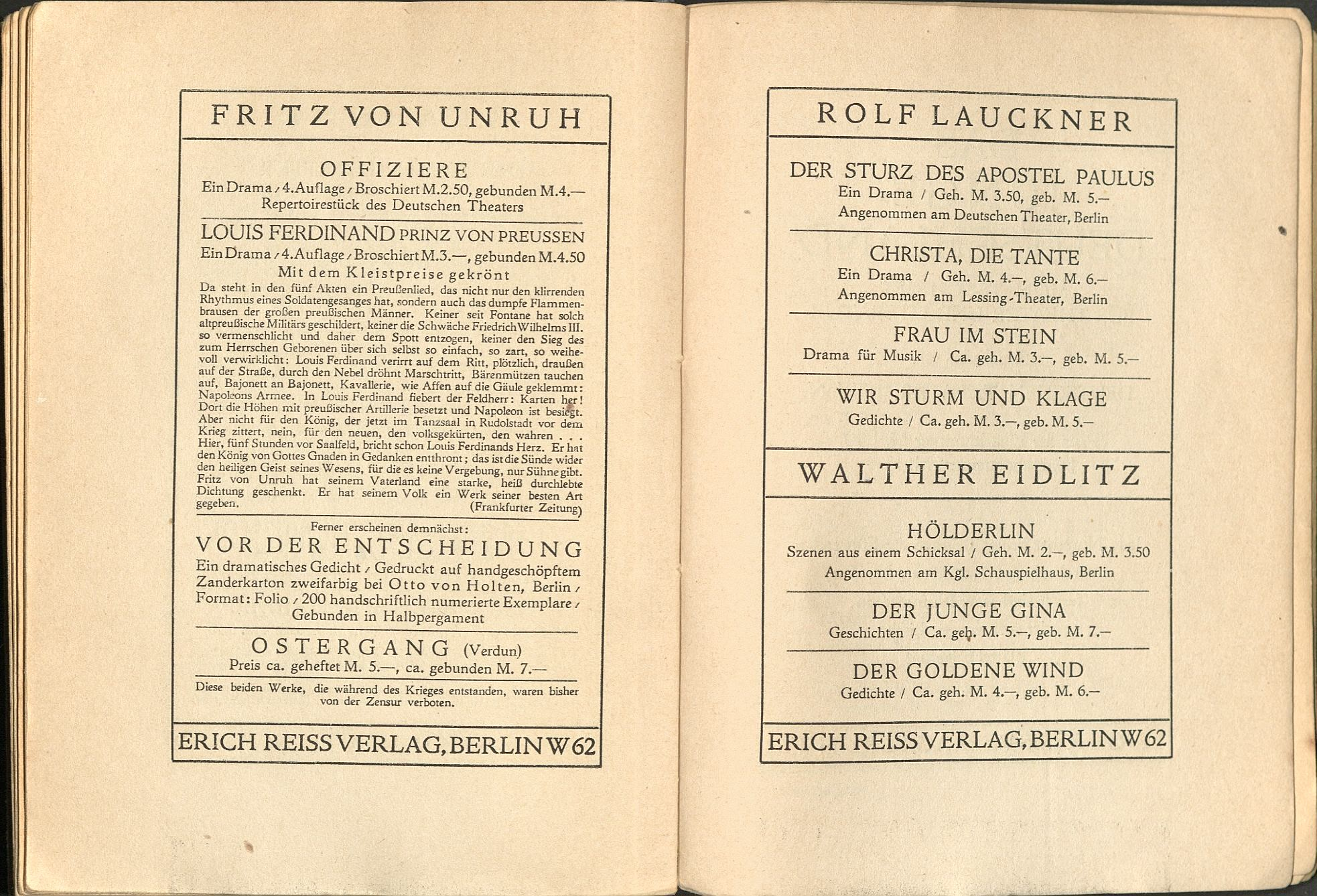
Anzeige bei Erich Reiss (1918)

Dramen
Predigt in Litauen, Berlin 1919
Wahnschaffe (UA Leipzig 1921)
Die Reise gegen Gott, Berlin 1923
Matumbo, Berlin 1925
Hiob, 1948
Melodramen
Frau im Stein, Drama für Musik, 1918
Sonate, Kammerspiel in drei Sätzen, Berlin 1921
Satuala, Oper in drei Akten, Musik von Emil Nikolaus von Reznicek (UA Volksbühne Berlin 1924)
Nadja, Oper in vier Bildern, Musik Eduard Künneke, Berlin 1931
Das Flandrische Novellchen
Gedichte
Gedichte (1913)
Wir Sturm und Klage, 1918
Stuttgart im Mai, 1928
Schauen, Schaffen, Sinnen
Lyrische Werkstatt, Gütersloh 1986, ISBN 978-3872310316
Kammerspiele
Der Umweg zum Tode, 5 Stücke
Christa die Tante, 1919
Schrei aus der Straße (UA 15. Dezember 1922 mit Gustaf Gründgens in Berlin)
Krisis. Schauspiel in drei Akten. Stuttgart 1928
Flämmchen
Requiem
Komödien
Der Sturz des Apostels Paulus, Weimar 1917
Die Entkleidung des Antonio Carossa, Berlin 1925
Der Hakim weiß es, die ostpreußische Komödie (UA 27. März 1936 in Stuttgart; 1937 mit Christian Kayßler und Maria Paudler in Berlin)
Wanderscheidt sucht eine Frau, München 1938
Der Ausflug nach Dresden
Tannhäuser wird probiert
Venus im Völkerbund. Ein Lustspiel aus der Romantik der Gegenwart in drei Akten. Berlin o. J.
Historien
Bernhard von Weimar (UA 11. November 1933 mit Waldemar Leitgeb in Stuttgart)
Der letzte Preuße, späterer Titel: Herkus Monte und der Ritter Hirzhals,  Tragödie (UA 30. Januar 1938 in Stuttgart)
Caesar und Cicero, 1947
Der vergebliche Kaiser, 1940
Die Flucht des Michel Angelo, 1945
Drehbücher
Preußische Liebesgeschichte / Liebeslegende (1938 verboten, Premiere 1950 mit Lída Baarová)
mit Thea von Harbou: Der alte und der junge König
Nachdichtungen
Kalidasa: Shakuntala. Ein indisches Schauspiel in sieben Akten. Berlin 1924
Christian Dietrich Grabbe: Herzog Theodor von Gothland. Eine Tragödie in fünf Akten. Berlin 1925
William Shakespeare: Timon von Athen. Berlin 1926
Der gespielte Faust. Goethes Faust II. Berlin 1935
Bearbeitungen
Franz Schubert, 2 Singspiele
Peter Tschaikowski, Pique Dame
Carl Maria von Weber, Euryanthe
Albert Lortzing, Casanova in Murano
P. Vandenberghe, Der Sperling des Herrn Ravaut (Gringalet)

## Ostpreußen
Auf deinen harten Schultern, mein Land, 

Sitzen des Schicksals Adler und spähen

Angespannt, unverwandt ...

Was seht ihr denn, Adler? Was späht ihr? -
Wir sehen.

Wir spähen hinüber zum Weichselland,

Wo fremde Fahnen wehen

Mitten im Heimatland.
Und manchmal steigen sie hoch hinauf.

Und flattern und schrein. - 

Was schreit ihr denn, Adler? -

Wir schreien und spähen

Ins Dunkel und können den Tag nicht mehr sehn.
Bis hinter den Rhein

Läuft ein Schattenband

Über das Ackerland.

Wächst über Wald und Stein.

Dunkelt die Wege ein,

Schweigend und leer. -

Alles, was Väter Macht

Und Väter Walten

Sorgend erwirkt, bedacht,

In Maß und Form gebracht,

Gehütet und bewacht,

Versinkt im Totenschacht

Fremder Gewalten!
Dann haben sie wieder starr und stumm

Auf deinen Schultern gesessen,

Heimat du Wundstock, blutender Rand ...

Wer kann vergessen?

Gram unermessen ...

Was wird, mein Land?